# Julius Nolden
Julius Nolden, né en 1895 et mort en 1973, est un ouvrier métallurgiste, militant anarcho-syndicaliste allemand de l'Union libre des travailleurs d'Allemagne.
Figure de premier plan de la résistance anti-nazie dans la Rhénanie, il est condamné en 1937 pour « haute trahison » et libéré par les armées alliées le 19 avril 1945.

## Biographie
En 1933, lors de la prise de pouvoir des nazis, il est trésorier de la Bourse du travail pour la Rhénanie.
Actif dans une Société pour le droit à la crémation, il utilise cette couverture pour poursuivre ses activités syndicales alors illégales. À partir de l'été 1933, il coordonne de nombreuses bases locales de la FAUD en contact avec la direction d'Erfurt,. Il est arrêté une première fois.
Après sa libération, il organise avec Karolus Herbert, un réseau d’évacuation de militants vers la Hollande avec l'aide de Albert de Jong). Jusqu'en 1935, ce réseau sert aussi à introduire en Allemagne de la littérature antinazie,.
Après le déclenchement de la révolution sociale espagnole de 1936, il multiplie les réunions à Duisbourg, Cologne et Düsseldorf, pour récolter des fonds et organiser le départ de volontaires en Espagne.
En janvier 1937, il est à la tête de l'Union libre des travailleurs d'Allemagne (Freie Arbeiter-Union Deutschlands, FAUD) de Rhénanie lorsque l'organisation syndicale clandestine est démantelée par la Gestapo.
Avec lui, 200 autres anarcho-syndicalistes sont alors arrêtés pour le même motif. « Les hommes arrêtés sont tous des partisans convaincus du mouvement anarcho-syndicaliste », écrit dans son rapport le policier chargé de coordonner l’action, et il ajoute cette remarque lourde de menaces : « Ils sont tellement convaincus de la justesse de leurs idées qu’ils ne pourront que difficilement être rééduqués pour devenir des membres utiles à la communauté du peuple allemand »,.
Le 5 novembre 1937, il est condamné par le Tribunal du peuple de Berlin à une peine de dix ans de réclusion pour « préparation d'une entreprise de haute trahison avec circonstances aggravantes ».
Il purge sa peine dans le pénitencier de Lüttringhausen jusqu'à sa libération par les Alliés le 19 avril 1945.